# لکس پاپیا پوپیا

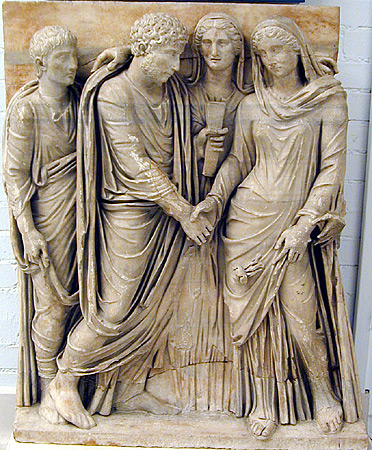
نقش برجسته مراسم ازدواج رومی را نشان می‌دهد. موزه کاپودیمونته

لکس پاپیاس پوپیا (انگلیسی: Lex Papia Poppaea) قانون رومی بود که در سال ۹ پس از میلاد برای تشویق و تقویت ازدواج وضع شد. این قانون تکمیل‌کننده قوانین لکس یولیا در مورد احکام ازدواج و لکس یولیا در مورد کنترل زنا از ۱۸–۱۷ پیش از میلاد است. این دو قانون پیش تر توسط آگوستوس تصویب شده بودند. لکس پاپیاس پوپیا شامل مقرراتی علیه زنای محصنه و علیه تجرد (پرهیز از رابطه جنسی پس از یک سن معین است.
این قانون توسط دو کنسول روم، مارکوس پاپیوس موتیلوس و کوئینتوس پوپیوس سکوندوس، معرفی شد، اگرچه آنها خودشان ازدواج نکرده بودند.